# Осборн, Джек
Джек Джо́зеф О́сборн (англ. Jack Joseph Osbourne; 8 ноября 1985, Сент-Джонс-Вуд, Лондон, Великобритания) — британский актёр, кинопродюсер и телевизионная персона.

## Биография
Джек — третий и младший из детей в семье музыканта Оззи Осборна (03.12.1948-22.07.2025) и телеведущей и актрисы Шэрон Осборн (род. 09.10.1952). Имеет двух старших сестёр — Эйми Рэйчел Осборн (род. 02.09.1983) и Келли Осборн (род. 27.10.1984). Также у него есть единокровные братья и сестра со стороны отца, Луис Осборн, Эллиот Осборн и Джессика Осборн. У Джека еврейские, английские и ирландские корни.

## Здоровье
В 2012 году Джек сообщил, что у него поставлен диагноз: рассеянный склероз.

## Карьера
Начал карьеру в 2001 году.

## Личная жизнь
С 7 октября 2012 по 5 марта 2019 года Джек был женат на актрисе Лизе Стелли (род. 1986) с которой он встречался 17 месяцев до их свадьбы. У бывших супругов есть три дочери: Пёрл Клементин Осборн (род. 24.04.2012), Энди Роуз Осборн (род. 13.06.2015), Минни Теодора Осборн (род. 03.02.2018).
С 2019 года Джек состоит в отношениях с Ари Герхарт, с которой помолвлен с 2021 года. У пары есть дочь: Мейпл Артемис Осборн (род. 09.07.2022).

## Фильмография
| Год         | Русское название           | Оригинальное название     | Роль               |
| ----------- | -------------------------- | ------------------------- | ------------------ |
| 2002 — 2005 | Семейка Осборнов           | The Osbournes             | Играет самого себя |
| 2002        | Остин Пауэрс: Голдмембер   | Austin Powers: Goldmember | Играет самого себя |
| 2003        | Шоу 70-х                   | Show-70-х                 | Энди               |
| 2004        | Мгновения Нью-Йорка        | New York Minute           | Джастин            |
| 2011        | Говард Стерн по требованию | Howard Stern on Demand    | Играет самого себя |
| 2017        | Возвращение Мак            | Return of the Mac         | Играет самого себя |
| 2018        | Тихая жизнь                | Silent Life               | Дик Морган         |